# Геровский, Георгий Юлианович
Георгий Юлианович Геровский (русин. Георгий Геровскый; 6 октября 1886, Львов, Австро-Венгрия — 5 февраля 1959, Пряшев, Чехословакия) — карпаторусский лингвист, этнограф, педагог. Внук А. И. Добрянского, брат Алексея Геровского.

## Биография
Родился в 6 октября 1886 году во Львове, в семье адвоката Юлиана Геровского и Алексии Добрянской, Дочери известного карпаторусского деятеля Адольфа Добрянского. Детство своё он проводил в имении деда в селе Чертижном. После судебного процесса над лидерами галицко-русского движения в 1882 году, организованного австрийскими властями, Добрянский и его семья была вынуждена сменить место жительства. Ольга Грабарь, и её муж Эммануил эмигрировали в Российскую империю, где уже находились их дети — Владимир и Игорь (впоследствии ставший известным художником и искусствоведом). Адольф Добрянский переехал сначала в Вену, а затем в Инсбрук, где уже находились Геровские. Годы, проведённые в общении с дедом, Адольфом Добрянским, заложили основы мировоззрения Георгия Геровского. Русский был для него родным языком, и он с детства осознавал себя принадлежащим к единой русской народности. В Инсбруке Георгий пошёл в немецкую гимназию, которая курировалась иезуитами, что доставляло немалые трудности православным детям. В 1895 году Геровские переехали в Буковину, в город Черновцы, где братья закончили обучение в местной гимназии. В Буковине господствующей религией было православие, поэтому обстановка там в религиозном плане была более благоприятна. Но гимназисты столкнулись с новой проблемой. В то время в Буковине австрийскими властями проводилась принудительная украинизация, затрагивающая и школьный процесс. Постепенно распростроняющаяся русофобия создавала существенный дискомфорт для русского населения.
В 1907 году Георгий Геровский поступил в Черновицкий университет, начал изучать славистику. В 1909 году он поступил на филологический факультет Лейпцигского университета, где его учителем стал известный лингвист А. Лескин. В 1913 году Георгия и Алексея Геровских арестовали в Черновцах, по подозрению в государственной измене. Поводом для этого стало их участие в судебном процессе против карпаторусского активиста Алексея Кабалюка в Мараморошском Сиготе. Алексей был приговорён к смертной казни, но им удалось совершить побег и скрыться в России. В ответ на это были арестованы их мать Алексия, сестра Ксения и жена Алексея Геровского с двухлетним сыном. Их поместили в венскую тюрьму, где вскоре при невыясненных обстоятельствах умерла Алексия Адольфовна. В разгар Первой мировой войны Георгий Геровский поступил в аспирантуру Харьковского университета. В 1917 он успешно сдал государственные экзамены, после чего его собирались назначить на профессорскую должность, но революция не дала этому совершиться. С октября 1918 года по май 1921 года он преподавал в средней школе в Саратовском уезде, с мая 1921 года по октябрь 1921 года работал уездным инспектором при Уездном Совете по просвещению национальных меньшинств в Саратове, с 15 октября по ноябрь 1923 года заведующим литературным и историческим отделом фундаментальной библиотеки Саратовского университета.
В 1924 году по приглашению брата Георгий Юлианович приехал в Подкарпатскую Русь, где Алексей Геровский активно занимался общественно-политической деятельностью. Из за его непримиримой позиции против него была настроена вся Чехословацкая элита, за братьями была организована слежка. Георгию не предоставили чехословацкое гражданство, но он официально числился с 1924 по 1938 года «научным работником по диалектологии закарпатских говоров по истории и диалектологии русского языка с ведома Чешской Академии Наук и Славянского Института в Праге». Он начал публиковать свои научные статьи по лингвистике, а в 1934 году был напечатан его масштабный труд «Язык Подкарпатской Руси», вышедший на чешском языке. Геровский являлся последователем традиционной лингвистической школы, и весьма негативно оценивал деятельность «национально сознательных» украинских деятелей, продвигавших концепцию самобытности украинского языка, и призывал русинов сохранять и изучать русский язык. Он писал: «Замечательным для истории языка этого маленького полумиллионного народа… есть его решительное усилие не отдаляться все более и более от русского корня введением собственных диалектических особенностей в литературу, решительное сознательное стремление к языку русской литературы, к русской школе, руководимые естественным инстинктом самозащиты и чувством языковой принадлежности.» В своём исследовании он выделил язык русинов как «карпаторусское наречие», входящее в группу малорусских говоров, но в то же время существенно отличающееся от них. Само карпаторусское наречие им представлено восемью группами, подразделяющимися в свою очередь на три вида.
Помимо филологических исследований, Геровский занимался и историей карпаторусского движения. Им была составлена биография первого председателя Общества имени А. Духновича «Евминий Сабов и его труды на пользу русского просвещения на Карпатской Руси в довоенное время». Также он писал исторические миниатюры. Категоричность Геровского вызывала неприязнь у многих, но находились у него и сторонники. В 1938 году газета «Словенский глас» опубликовала статью, в которой рекомендовалось назначить Геровского руководителем вновь созданной кафедры «карпаторусского языка и литературы» в Братиславском университете. Вскоре после этого Геровский был единогласно избран председателем новообразованного Общества Наук и Искусств Подкарпатской Руси. В 1939 году Геровского арестовали по подозрению в «панславизме и антивенгерской пропаганде», однако в его действиях не было обнаружено ничего противозаконного и он был отпущен. В 1941 году под редакцией Геровского и В. Крайняницы был издан в Ужгороде «Разбор грамматики угрорусского языка», а в 1943 году он написал критический отзыв на работу В. Бирчака «Літературні стремління Підкарпатськоі Русі», которую он порицал за неприязненное отношение автора к русскому языку, субъективизм и историческую неточность.
После освобождения Закарпатской Украины Георгий Геровский был приглашён Народной радой для управления музейным и библиотечным делом. Он исследовал множество уникальных изданий, пополнял библиотеки и музеи. Тяжёлым потрясением для Георгия Юлиановича стала кража его собственной библиотеки и личного архива. Он переехал в Прагу, а затем в Пряшев, где преподавал в нескольких средних учебных заведениях и университетах. Скончался он там же, 5 февраля 1959 года.

## Труды
- Русский язык в церковно-славянско-русской грамматике М. Попа-Лучкая. Прага, 1930.
- Язык Подкарпатской Руси. Прага, 1934.
- Князь Федор Кориатович
- Восстание нашего народа в 1703 году
- Грамматика Панькевича, как учебник родной речи на Карпатской Руси. Прага, 1936.
- Истории угро-русской литературы в изображении Володимира Бирчика. 1943. (недоступная ссылка)
- О слове «Русин».
- Историческое прошлое, народная речь и народная культура Пряшевщины - Прага, 1948